# Sam Nujoma
Samuel Shafiishuna Daniel Nujoma (Ongandjeva, Ovamboland, 12. svibnja 1929. – Windhoek, 8. veljače 2025.) bio je prvi predsjednik Namibije (1990. – 2005.).
Rodio se na sjeveru zemlje, u mjestu Ongandjeva, u Ovambolandu. Nujoma je rođen u obitelji Helvi Mpingana Kondombolo (1898. – 2008.) i Daniela Uutonija Nujome (1893. – 1968.). Njegova majka Helvi bila je po podrijetlu tradicionalna princeza Kraljevstva Uukwambi naroda Ovambo koje se nalazi u današnjoj sjevernoj Namibiji, a ta će činjenica kasnije ojačati Nujomin karizmatični utjecaj tijekom njegove političke karijere. On je najstariji od jedanaestero djece svojih roditelja. Godine 1960. osnovao je SWAPO, organizaciju koja se borila za nezavisnost. Pod apartheidom samo su bijelci mogli sudjelovati u vlasti i općenito u javnom životu, dok su izvorni Namibijci smatrani podređenima i podlijegali su ovoj zabrani. Godine 1966. Nujoma je odobrio oružanu borbu.
No, upitno ipak ostaje koliko je i je li uopće on sam u njoj sudjelovao. Nakon oslobođenja od JAR-a, 21. ožujka 1990., prisegnuo je kao predsjednik Namibije, a prisegu mu je izrekao Javier Perez de Cuellar, tadašnji glavni tajnik UN-a.
Godine 1992. Norveška je obustavila pružanje pomoći protiv suše, kada se saznalo da su tim novcem kupljena 2 VIP helikoptera i jedan predsjednički avion. 
Sam Nujoma podupire politiku koju u susjednom Zimbabveu provodi Robert Mugabe. Na vlasti je proveo tri mandata, iako je zakonom dopušteno samo 2.